# Jumpertown
Jumpertown é uma cidade  localizada no estado americano de Mississippi, no Condado de Prentiss.

## Demografia
Segundo o censo americano de 2000, a sua população era de 404 habitantes.
Em 2006, foi estimada uma população de 405, um aumento de 1 (0.2%).

## Geografia
De acordo com o United States Census Bureau tem uma área de
4,7 km², dos quais 4,7 km² cobertos por terra e 0,0 km² cobertos por água. Jumpertown localiza-se a aproximadamente 178 m acima do nível do mar.

## Localidades na vizinhança
O diagrama seguinte representa as localidades num raio de 24 km ao redor de Jumpertown.